# Майнер, Хейзел
Хейзел Далси Майнер (англ. Hazel Dulcie Miner; 11 апреля 1904, Сэнджер, Северная Дакота, США — 16 марта 1920, Сентер, там же) — американская школьница, погибшая во время снежной бури при спасении 11-летнего брата и 9-летней сестры.

## Биография

### Детство
Хейзел Далси Майнер родилась 11 апреля 1904 года в Сэнджере, США. Её отцом являлся Уильям Майнер, матерью — Бланш Майнер. У Хейзел была старшая сестра Зельда и младшие братья и сестра: Эммет, Мирдит и Говард.. Регистратор документов, с дочерью которого в детстве играла Хейзел, описал Майнер как «тихую девочку».
Майнер вместе с Эмметом и Мирдит училась в однокомнатной школе, и в 1920 году была восьмиклассницей. В дальнейшем она планировала продолжить образование в средней школе города Бисмарк.

### Гибель
15 марта 1920 года учеников однокомнатной школы отпустили с занятий раньше обычного, чтобы они успели дойти до дома до начала бури. Майнеры ездили домой на лошади самостоятельно, но по причине плохой погоды учитель не разрешил им ехать в одиночку. Уильям Майнер приехал в школу, чтобы сопроводить детей домой. Он привязал лошадь к саням, на которых сидели дети, а сам пошёл в школьный сарай. Хейзел не смогла удержать лошадь, и животное убежало вместе с санями.
Уильяму Майнеру не удалось найти детей, и он вернулся домой и сформировал поисковую группу. Жители города начали розыски, попутно вызывая по телефону знакомых на помощь.
Несмотря на то, что Хейзел была знакома с дорогой, она быстро потерялась из-за снегопада, мешавшего видимости. Она была одета в пальто, шапку, перчатки и ботинки, но они не полностью защищали от холода, и Майнер сильно замёрзла. Как позднее вспоминал брат, она говорила, что её ботинки «полны воды». Вскоре она потеряла из вида дорогу, но по некоторым ориентирам продолжала вести сани.
Через некоторое время сани, ударившись о неизвестную преграду, перевернулись. Майнеры не смогли вернуть их в вертикальное положение даже совместными усилиями. Тогда Хейзел решила использовать сани как укрытие и лечь под них. У неё было три одеяла, на два из которых она уложила брата и сестру, а третьим укрыла их. Хейзел рассказывала Эммету и Мирдит истории, исполняла им песню «America the Beautiful» и читала «Отче наш», чтобы они не уснули. Она взяла с них обещание не спать. Майнеры всю ночь слышали лай собак, но никто не приходил к ним.
Поисковая группа, состоящая из более чем тридцати мужчин, искала детей в течение всей ночи, но они были обнаружены только утром, спустя двадцать пять часов после пропажи. По воспоминаниям членов группы, Хейзел лежала около брата и сестры, обнимая их. Она сняла с себя пальто и им накрыла Эммета и Мирдит. Оба ребёнка выжили.
Троих детей отнесли в дом одного из жителей города Уильяма Старка. Там Хейзел оказали медицинскую помощь, но, несмотря на это, через несколько часов она умерла. Бланш Майнер впоследствии рассказывала, что Хейзел пришла к ней во сне и сказала: «Мне было холодно, мама, но больше нет». На похоронах Майнер священнослужитель процитировал строчку из Евангелия от Иоанна: «Нет больше той любви, как если кто положит душу свою за друзей своих» (15:13).

## Память
Хейзел Майнер стала национальной героиней после того, как её история получила известность.
- В честь Майнер планировалось выстроить детский дом или больницу, но в итоге на собранные благотворителями деньги был возведён мемориал её памяти[4].
- В 1936 году гранитный памятник Хейзел был установлен перед зданием Суда округа Оливер[3].
- В 1952 году художник Северной Дакоты Элмер Халворсон написал две картины, изображающие Хейзел Майнер. Они были опубликованы в феврале 1953 года в газете Ford Times[9].
- Американский фолк-музыкант Чак Сачи[англ.] написал о Хейзел песню «The Story of Hazel Miner»[10].
- В некоторых школах Северной Дакоты в курс истории штата входит изучение истории Майнер[11].